# COM (tijdschrift)
COM (コム, Komu) was een mangatijdschrift dat in januari 1967 werd opgezet door Osamu Tezuka. COM stond voor Comics, Companion, Communication. Het tijdschrift werd gestart als reactie op het succes van Garo (die op dat moment rond zijn hoogste oplage zat) en als medium voor Tezuka en andere artiesten om meer avant-garde en experimentele werken in manga uit te brengen. De eerste zeven verhalen van Phoenix en een aantal hoofdstukken van Astro Boy waren de meest bekende werken die gepubliceerd werden in het tijdschrift voordat het ten onder ging in 1972. De beroemde vrouwelijke mangaka Murasaki Yamada begon haar carrière bij dit tijdschrift.
Na de ondergang in 1972 werd in 1973 nogmaals een poging gedaan om het tijdschrift nieuw leven in te blazen. Dit faalde na slechts één publicatie omdat Mushi Production failliet ging. Sommige werknemers van het tijdschrift, zoals Murasaki Yamada stapten vervolgens over naar Garo.
Als zuster publicatie van COM bracht Tezuka ook het tijdschrift Funny uit. Dit was het eerste manga tijdschrift voor vrouwen (Josei).